# 芝瑟
《芝瑟》（韓語：지슬）是一部2012年上映的韩国战争劇情片，由济州岛本土导演吴篾编剧并导演。全片为黑白，全部演员都是讲济州方言的当地演员。在济州方言中，芝瑟（지슬）是土豆的意思。吴篾称自己将土豆定为电影名是因为“在很多国家，土豆都是一种主食，常常带有象征生存与希望的含义”。电影的背景是1948年的濟州四·三事件，吴篾表示，本片的重点不在于讲述历史大事件，而在于重提起一群为躲避韩军而在山洞里躲藏了60天的村民的早已被遗忘的真实故事。他们在地下躲藏了几个月，寒冷，呆滞，为求得一点舒适而拥挤在一起——正如同片名中的土豆一样。